# Revolution 9
"Revolution 9" é uma canção dos Beatles composta por John Lennon, creditada à dupla Lennon-McCartney, e lançada no álbum The Beatles (ou "Álbum Branco"), de 1968. Faz parte da impensada trilogia que consiste no single lado B de "Hey Jude", "Revolution"; a versão blues "Revolution 1"; e essa colagem de sons intitulada "Revolution 9".

## Origens da criação
John Lennon inicialmente nomeou-a "Number Nine Dream" ao invés de "Revolution Number 9". Esse nome se tornou o título de sua canção “#9 Dream”, de seu disco solo Walls and Bridges, de 1974.
A ideia veio a partir de uma versão estendida de “Revolution 1” que foi adicionado fitas em loop, música reversa e efeitos sonoros numa influência da música moderna de Karlheinz Stockhausen, Edgard Varèse, Luigi Nono, e John Cage que traz ainda técnicas de pane no estéreo e fading. Com um pouco mais de oito minutos é a canção mais longa do disco, e seria a mais longa da carreira da banda, se não fosse a versão de 14 minutos para Tomorrow Never Knows.
A canção é creditada a Lennon/McCartney, porém é um trabalho basicamente Lennon/Yoko Ono que implementava a influência avant-garde nas composições de Lennon através de “Revolution 9.”
Acreditando que a música era muito anti-comercial, mesmo para uma canção Beatle, os outros integrantes, principalmente Paul McCartney, realmente tentaram (sem sucesso) convencer John a não colocar essa música no disco. Já George Martin sempre admirou a música, chamando-a de "música do futuro".

## Letra
"Revolution 9" começa com uma conversa entre George Martin e Alistair Taylor:
Alistair Taylor: ...garrafa de Claret para você se eu tivesse lembrando. Eu esqueci completamente, George, me desculpe.

George Martin: Bem, traga da próxima vez.

Taylor: Você me perdoaria?

Martin: Hum... Sim....

Taylor: Você é uma graça.

Após uma pequena introdução de piano, uma voz em loop começa a repetir a frase“número nove”, possivelmente de um examinador de fitas da EMI. A frase entra em fade-in e fade-out durante a música inteira. Após isso vem o caos: microfonia, gritos, ensaios, fitas em loop, sirenes e etc.
Há ainda alguns pedaços de outros sons durante a música: “Carnaval” de Schumann, Sibelius e Beethoven, orquestra ao contrário tirado das sessões de “A Day in the Life,” que pode ser considerada um precursor do “sample” usado mais tarde principalmente pelo rap, diálogos sem sentido entre Lennon e Harrison dizendo, “Não há regras para os loucos das empresas,” Yoko Ono dizendo “você ficou nu,” vozes de um time de futebol americano gritando “bloqueiem a defesa!,” e aos 6:56 é possível ouvir o piano que poderia ser a introdução de "While My Guitar Gently Weeps" tocada bem rápida, George Martin dizendo “Geoff, acenda a luz vermelha”, com um eco pesado, um Mellotron tocado por Lennon ao contrário e outras frases como, “Pegue isto irmão, deve te servir bem.”

## Gravação
Em 30 de maio de 1968, os Beatles começaram as gravações do disco com “Revolution 1” e o take 18 acabou sendo a base crua de “Revolution 9.”
Os trabalhos na canção começaram em 6 de junho, quando Lennon preparou 12 efeitos. Alguns deles ele mesmo fez e outros eram dos arquivos do Abbey Road Studios. Em 10 de junho, enquanto Paul gravava “Blackbird” John ia tentando mais efeitos e técnicas.
Mas o dia mais significante da gravação foi no dia 20 de junho, quando Lennon usou os 3 estúdios e gravou fitas de um para o outro tudo ao vivo. Segundo Lennon em entrevista para a Playboy em 1980: “Todos aqueles tipos de barulho e sons estavam encaixados. Havia mais ou menos umas 10 máquinas com pessoas segurando os loops com lápis – alguns esticavam e outros afrouxavam os loops – Eu fiz os efeitos todos ao vivo de um estúdio para o outro. Até achar um que eu tivesse gostado.”
“Yoko estava lá me ajudando em tudo e fazendo decisões sobre quais loops usar. Era algo sob sua influência, eu acho. Uma vez que eu ouvi suas coisas, como palavras sem sentido, sons de batimentos cardíacos e respiração eu fiquei intrigado... Então queria fazer algo assim. Gastei mais tempo nessa música do que em qualquer outra música que escrevi. Era uma montagem.”
A canção teve que ser editada de 9’05 para 8’12, a fim de caber no último lado do último disco.

## Os músicos
- John Lennon: Fitas em loops, diálogos, gritos, risadas, balbuciações, piano, mellotron, guitarra, bateria, efeitos, edição, samplers

- George Harrison: diálogos, sampler, guitarra

- George Martin: diálogos, voz "Number 9"

- Yoko Ono: Fitas em loops, diálogos, efeitos, edição, samplers.

- Ringo Starr: diálogos

Algumas partes faladas de George Martin assim como alguma coisa de piano foram retiradas de “Honey Pie” e “Martha My Dear,” ambas de Paul McCartney.